# 州間高速道路64号線
州間高速道路64号線 (しゅうかんこうそくどうろ64ごうせん、英: Interstate 64、I-64) は、アメリカ合衆国東部を走る州間高速道路である。ミズーリ州ウェンツビル（セントルイス郊外）にある州間高速道路70号線、国道40号線、61号線との交差点に端を発し、 東はバージニア州チェサピーク市バウワーズヒル地区で州間高速道路264号、664号線の2本の支線と合流/分岐して終わる。西端は国道40号線、61号線との重複区間になっており、そのまま道なりに進むと61号線の単独区間になるが道路は高規格のまま続く。この区間はミネソタ州の州都セントポールへと続く聖者の街道 (Avenue of Saints) の南端を成す 。
ミズーリ州交通局は2009年度末にウェンツビルまで路線を伸ばし、現在本路線は西端で州間高速道路70号線に繋がっている。また2007年4月からはセントルイスのスポウド通り (Spode Rd.)からキングスハイウェイ通り (Kingshighway Blvd.) までの10.5マイル (16.9 km)に渡って大改修が行われた。路盤の総張替え、陸橋の架け直し、インターチェンジの再設計、四車線目の追加(スポウド通りから州間高速道路170号線までの区間)を行い、更に170号線へのアクセスを両方向から可能にした(改修前は64号線東行き車線から170号線へ向かうには一旦一般道に下りなければならなかった)。改修は東西二つの工区に分けて行われた。2008年には州間高速道路270号線から170号線までの東半分のを全面通行止めにして改修が行われ、12月15日に完工した。同日からは入れ替えに西半分の170号線からキングスハイウェイ通りの区間が全面通行止めとなり、翌2009年12月7日に再開通している。この日を以ってポプラー・ストリート橋 (Poplar Street Bridge) から州間高速道路70号線までのミズーリ州内全区間が利用できるようになった。

## 沿線風景
| 州                 | マイル程 | キロ程   |
| ------------------ | -------- | -------- |
| ミズーリ           | 30.72    | 49.44    |
| イリノイ           | 128.12   | 206.19   |
| インディアナ       | 123.33   | 198.48   |
| ケンタッキー       | 185.20   | 298.05   |
| ウェストバージニア | 188.75   | 303.76   |
| バージニア         | 297.62   | 478.97   |
| 総距離             | 953.74   | 1,534.90 |

途中一部区間が州間高速道路75、77、81、95各線との重複区間になっているが、四ヶ所とも全て重複先のインターチェンジ番号を使っているので、途中番号が飛ぶ区間がある。

### ミズーリ州内
州内で今日の64号線に相当する区間は元々ダニエル・ブーン高速道路と呼ばれていた。その後国道40号に指定され、加えて1988年には州間高速道路64号線にも指定された。現在も州内の64号線は国道40号線との重複区間となっているが、今日でも地元では単に40号線と呼ばれることがある。また州内の区間は前述の通り「聖者の街道」の最南端部を構成する。2004年12月13日にはオファロン (O'Fallon) にある主要地方道N号線とのインターチェンジが開通した。将来的にはミズーリ州道364号線もここで連絡することになる予定。2009年12月7日にウェンツビルの州間高速道路70号線合流部までの全線が開通した。現在の西端付近は元々国道40号線だったが、州間高速道路に昇格するにあたって本線上にあった信号機は全て取り払われ、道路標識も新しいものに取り替えられている。セントルイスを走る区間はスポーツ記者の故ジャック・バック (Jack Buck) を記念してジャック・バック記念高速道路 (Jack Buck Memorial Highway) の別称が付けられている。

### イリノイ州内

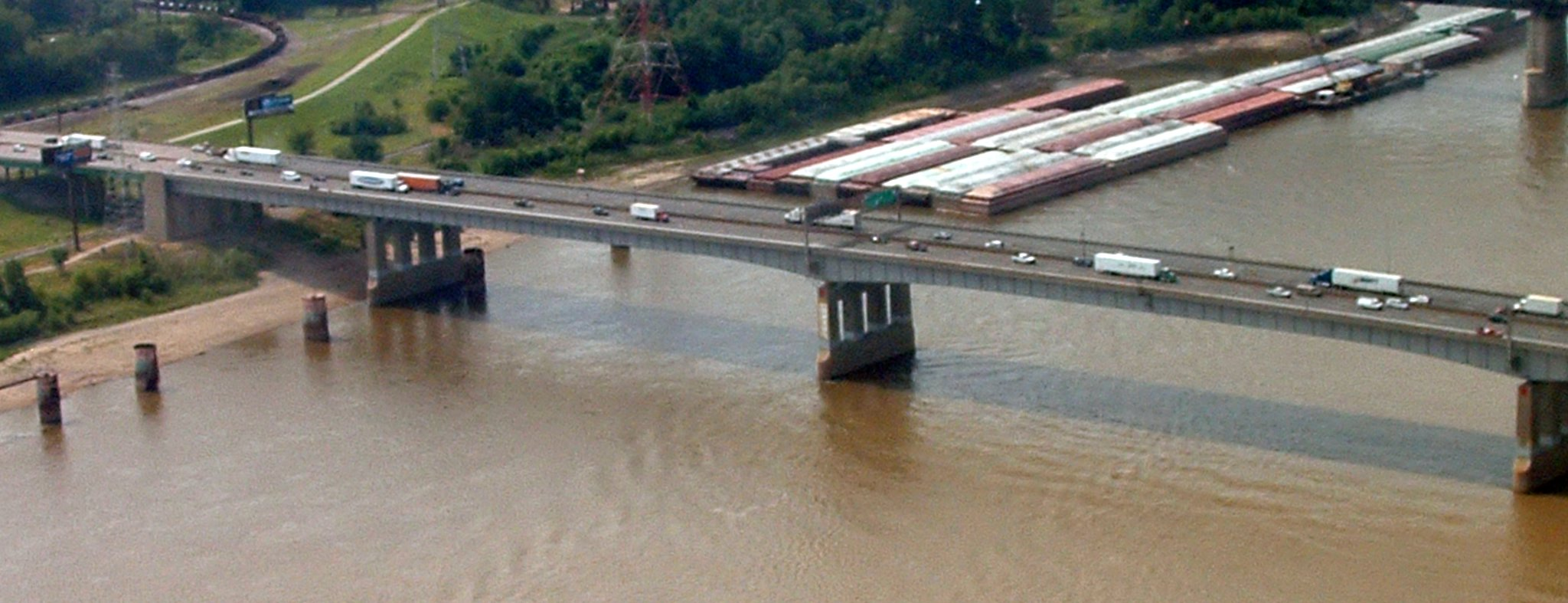
ポプラー・ストリート橋

ミズーリ州セントルイスからミシシッピ川に架かるポプラー・ストリート橋を渡るとイリノイ州に入る。この区間は州間高速道路55号線および70号線との重複区間である。セントクレア郡イーストセントルイス及びその郊外を過ぎると、沿線はイリノイ州南部ののどかな田園風景に早変わりする。ここまでの区間には途中油田が点在している。ミッドアメリカ空港 (Mid-America Airport) の最寄インターチェンジである第23インターを過ぎると直ぐにクリントン郡、続いてワシントン郡を通過する。カーリル、ナッシュビル、セントラリアの各都市へ至る連絡線を分けた後、マウントバーノン (Mt. Vernon) 付近で約5マイル程に渡って州間高速道路57号線との重複区間が続く。マウントバーノンより東は給油所等のほとんどない区間が続く。路線は更にジェファーソン、ウェイン、ホワイトの各郡をインディアナ州エバンズビル方面に向けて東へ進む。

### インディアナ州内

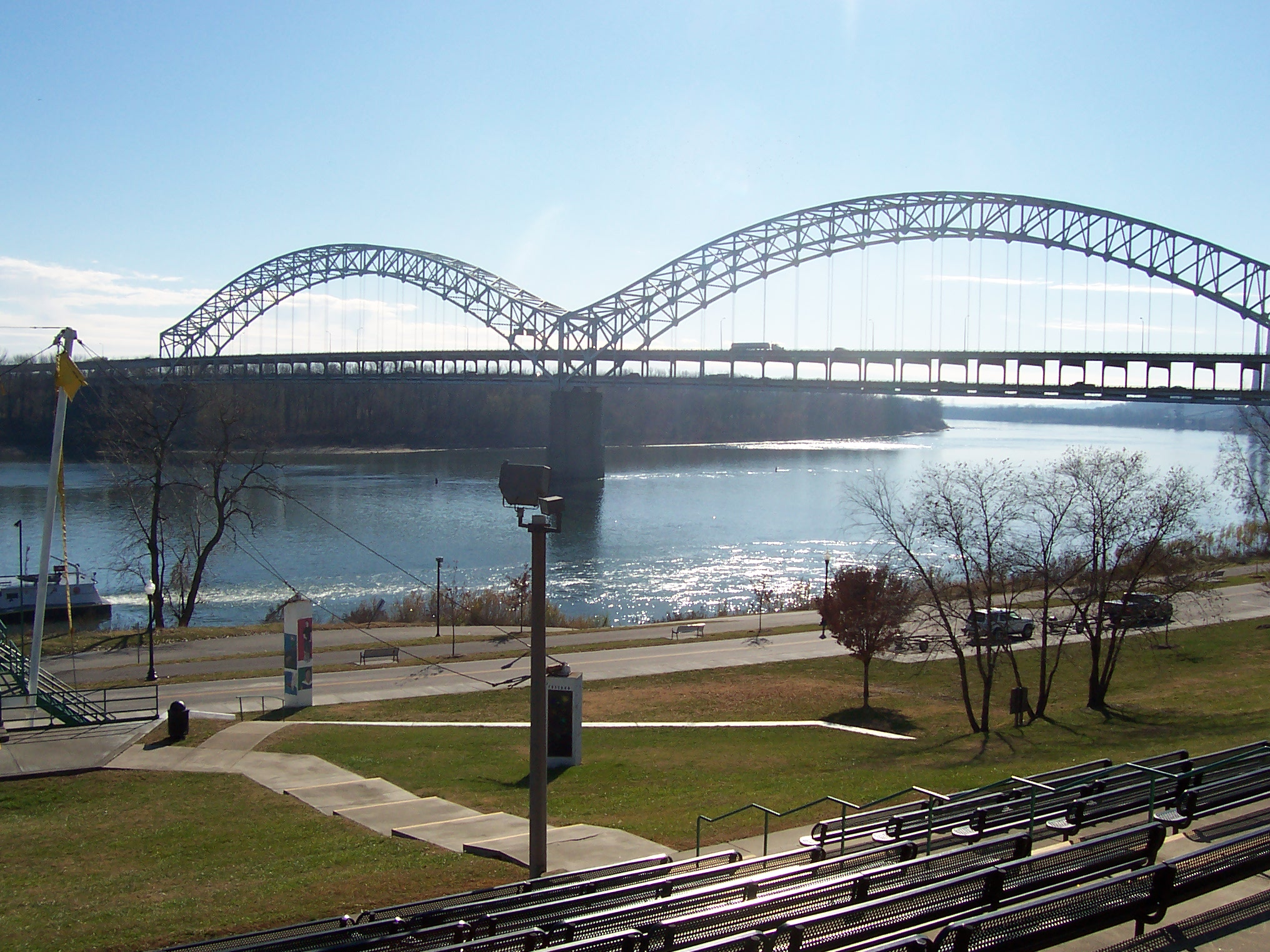
シャーマン・ミントン橋

ウォバッシュ川 (Wabash River) を越えるとインディアナ州に入る。州道69、165号線と交差し更に68号線の下をくぐる(交差地点にインターチェンジは設けられていないが、州道165号線か65号線経由で連絡できる)。エバンズビル市街に向かうインターチェンジとして公式に案内されているのはインディアナ州道65号線、国道41号線、州間高速道路69号線(州道57号線との重複区間、旧州間高速道路164号線)と連絡する3ヶ所。その先フージャー国有林 (Hoosier National Forest) 内を横切る際には、美しい車窓を楽しめる。これと前後してフェルディナンド及びサンタクラウスに向かう連絡道を分け、州道37号線、続いてオハイオ河岸の街ニューオールバニ (New Albany) で、ルイビル都市圏の二重環状線のうち、外側を成している州間高速道路265号線（65号線の支線）と交差する。オハイオ川に架かるシャーマン・ミントン橋 (Sherman Minton Bridge) を渡るとケンタッキー州である。

### ケンタッキー州内

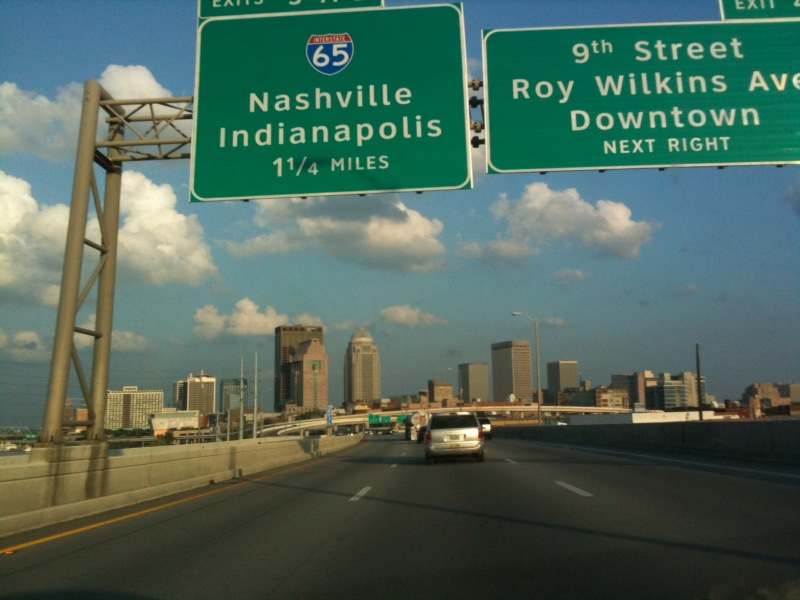
ルイビルのダウンタウンに向かうI-64

ケンタッキー州に入って最初の街はルイビル (Louisville) で、しばらくオハイオ川と並走する区間には川岸線 (the Riverfront Expressway) の別名がある。市街地には複数のインターチェンジがあり、その先のケネディー・ジャンクション (the Kennedy Interchange)で州間高速道路65、71号線と交差するが、各ランプが絡まるその複雑さからスパゲッティー・ジャンクションの異名を取る。また、ケンタッキー州における州間高速道路264号線（この64号線の支線）は、ルイビル都市圏の二重環状線のうち内側を成している。その先シェルビービル、フランクフォート, ミッドウェイ、レキシントン、ウィンチェスター、ムーアヘッドを順に経由し、アシュランド近郊のキャトレッツバーグで州境に至る。レキシントン付近では市街地の北東を弧を描くように半周する。この区間は州間高速道路75号線との重複区間で、インターチェンジ番号は先述の通り75号線のものが使われる。レキシントンの北東数マイルのあたりで再び別々になる部分は通称"The I-64/I-75 Southern Split(64・75号南追分)"と呼ばれる。

### ウェストバージニア州内

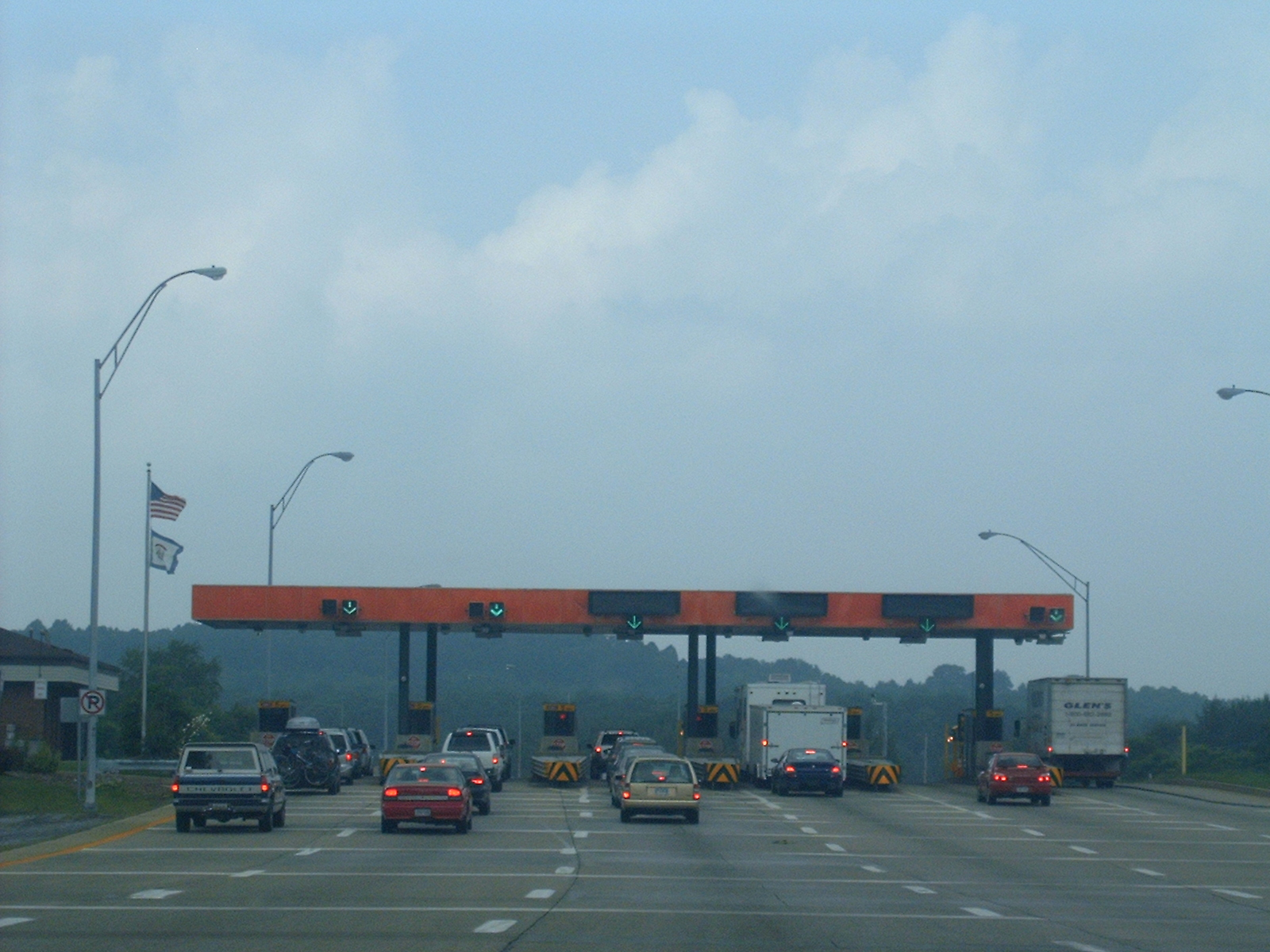
ウェストバージニア有料道路 (West Virginia Turnpike) の料金所

ウェストバージニア州内の走行距離は184マイル (296 km)で、主な経由地はハンティントン、チャールストン、バークリー、ルイスバーグ。主なジャンクションは二ヶ所だけで、州間高速道路77号線とのジャンクションがチャールストンとバークリーにある。途中20マイル (32 km)の間にカナワ川 (Kanawha River) を四度渡る(チャールストンの西で二度、市街地に入る直前に一度、更に市街地の東5マイル (8.0 km)程のところで一度の計四回)。
前述の二つのジャンクションの間は州間高速道路77号線との重複区間で、チャールストン東郊でカナワ川を最後に渡ってからバークリーの南、第40インターまでの区間が該当。この区間内は両路線とも有料で、ウェスト・ヴァージニア有料道路 (West Virginia Turnpike) の一部になっている。
前述のように重複区間は77号線の方のインターチェンジ番号を使っているので、ケンタッキー州から東に向かう場合、第60インターまでは昇順、そこで合流した77号線で使われる100番まで飛び、以降は降順で振られている。

### バージニア州内

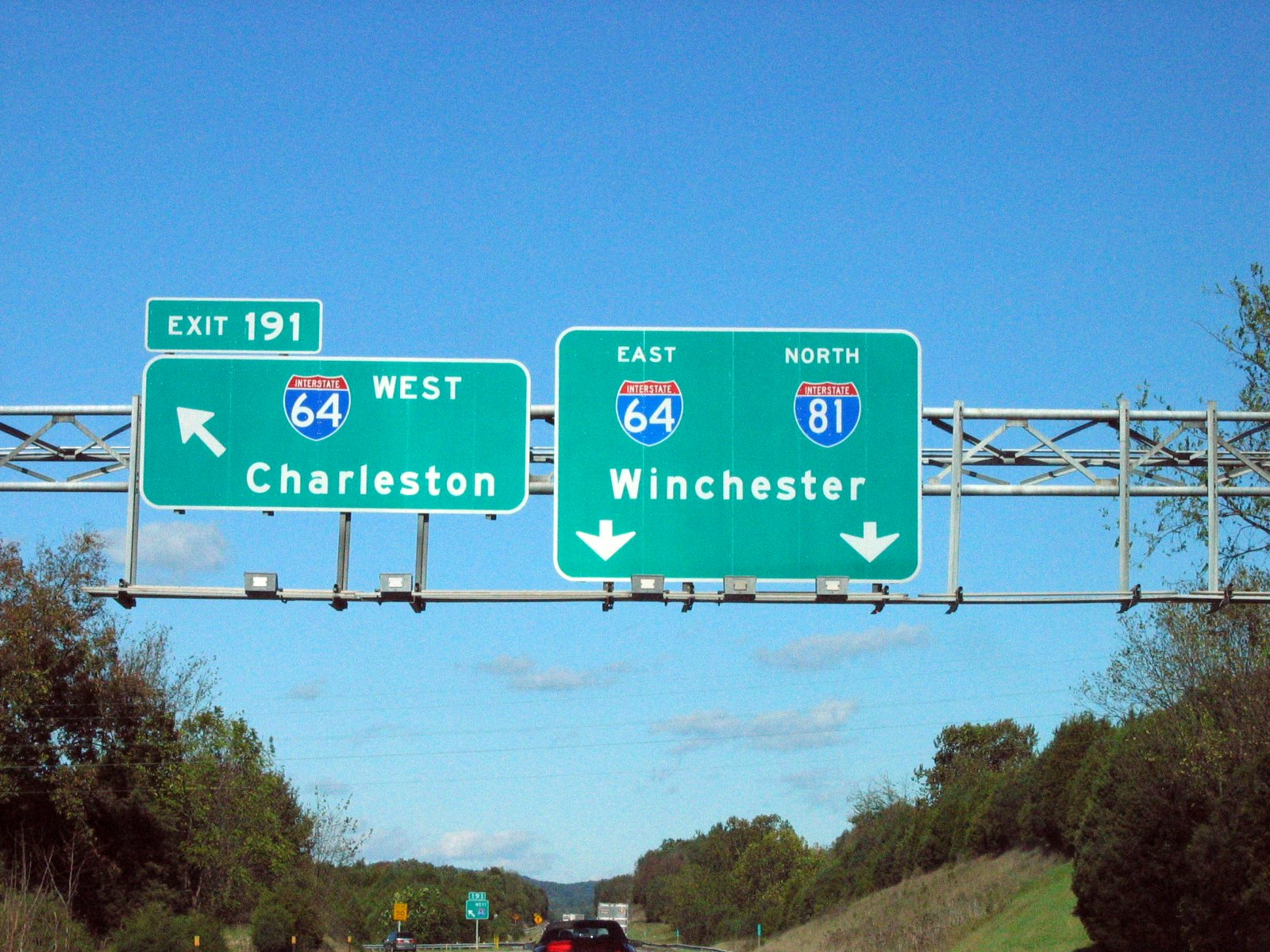
バージニア州レキシントン近郊、州間高速道路81号線、64号線重複区間の南端部を81号線北行き車線より望む

ウェストバージニア州を発ちバージニア州中部までは東にコビントン、レキシントン、スタントン、シャーロッツビルからリッチモンドまでを結ぶ。レキシントンからスタントンまでは州間高速道路81号線との重複区間(インターチェンジ番号は81号線のものが使われる)。リッチモンドからは南東に進路を変え、ニューポートニューズからハンプトンを経由、ハンプトン・ローズを橋梁とトンネルで越えるとノーフォークに至り、その後わずかにバージニアビーチ市内をかすめるようにして終点のチェサピークに到着。
バージニアビーチは大西洋岸の市だが、本線は海岸にまでは伸びておらず、バージニアビーチ西部のハンプトン・ローズ循環の一部分になっている。末端区間ではノーフォークを取り囲むように釣り針形になっているので、東行き車線は西に、西行き車線は東に向かっている。
大西洋岸へは支線の264号線が連絡している。元々はバージニアビーチ高速道路 (Virginia Beach Expressway) として建設されたもので建設費償還のため有料道路となっていたが、1995年に無料化した。

## 経緯
インディアナ州とケンタッキー州の州界、オハイオ川にかかるシャーマン・ミントン橋を初めとする一部区間は1960年初頭に完成している。1976年12月、ルイスヴィルの9番街陸橋の完工を以ってセントルイスからチャールストンまでが全通した。
1987年8月にはセントルイスの国道40号線にも64号線の標識が立てられた。州間高速道路は重量超過トラックの取締りが厳しいため、罰金を逃れるために意図的に国道に流れてくるトラックが多かったのが一因。

## 支線

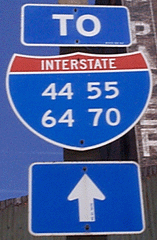
路線の入り組むセントルイス都心では州間高速道路44、55、64、70号線が一括りに案内されていることがある。

- ケンタッキー州ルイビル内の264号線。別名ワッター高速道路。ルイビルの環状線になっており、更に外側には州間高速道路265号線(別名ジーン・スニーダー高速道路)が走る。
- バージニア州ハンプトン・ローズ都市圏内
  - 264号線 - 本線終点からポーツマス、ノーフォーク市街地を経てバージニアビーチへと至る。
  - 464号線 - ノーフォーク市街地のすぐ南で264号線と合流/分岐し、チェサピーク市域を南北に縦断する。本線とのジャンクションより南は州間高速道路には指定されておらず、州道168号線となっているが、ノースカロライナ州境の近くまで高速道路になっている（一部区間有料）。
  - 564号線 - 本線からノーフォーク海軍基地に至る。全線がノーフォーク市域内を通る。
  - 664号線 - ハンプトンで本線と合流/分岐し、ニューポートニューズ市街地を通り、ハンプトン・ローズを橋とトンネルで渡って本線終点へと至る。ハンプトン・ローズ環状線の西側を成している。